# Vombatiformes
Vombatiformes é uma subordem de mamíferos marsupiais pertencentes à ordem Diprotodontia. 

## Classificação
- Subordem Vombatiformes
  - Família Phascolarctidae
    - Género Phascolarctos

  - Família Vombatidae
    - Género Vombatus
    - Género Lasiorhinus
    - Género Rhizophascolomus (extinto)
    - Género Phascolonus (extinto)
    - Género Warendja (extinto)
    - Género Ramasayia (extinto)

  - Família Ilariidae (extinta)
    - Género Kuterintja
    - Género Ilaria
- Superfamília Diprotodontidae (extinta)
  - Género Alkertatherium
- Família Zygomaturinae
  - Género Silvabestius
  - Género Neohelos
  - Género Raemeotherium
  - Género Plaisiodon
  - Género Zygomaturus
  - Género Kolopsis
  - Género Kolopsoides
  - Género Hulitherium
  - Género Maokopia
- Família' Diprotodontinae
  - Género Bematherium
  - Género Pyramios
  - Género Nototherium
  - Género Meniscolophus
  - Género Euryzygoma
  - Género Diprotodon
  - Género Euowenia
  - Género Stenomerus